# Yoland Simon
Pour les articles homonymes, voir Simon.
 (mai 2019).
Si vous disposez d'ouvrages ou d'articles de référence ou si vous connaissez des sites web de qualité traitant du thème abordé ici, merci de compléter l'article en donnant les références utiles à sa vérifiabilité et en les liant à la section « Notes et références ».
Yoland Simon, né à Bailleul-la-Vallée (Eure) en 1941, est un homme de lettres, professeur, écrivain, homme de théâtre, originaire du Cap de la Hague. Il a publié parfois sous le nom de plume de François Servais.

## Biographie
Se destinant à l'enseignement, Yoland Simon obtient une licence de lettres modernes à l’université de Caen, en 1964, puis un diplôme d’études supérieures (DES) en 1967. Il commence à enseigner au collège de L'Haÿ-les-Roses (Val-de-Marne) en 1964-1965, puis au lycée Porte-Océane du Havre. Reçu au CAPES de lettres modernes en 1967, il enseigne comme professeur certifié au lycée Jules Lecesne du Havre, de 1970 à 1974, puis de nouveau au lycée Porte-Océane du Havre, de 1974 à 1985 puis devient professeur à l’IUT du Havre, de 1985 à 2001 et il y enseigne la communication et la théorie théâtrale. 
Il est de 1980 à 1985 le correspondant de France Culture pour la région Haute-Normandie et le dernier président de l' Union des Maisons de la Culture.
En 1985, il organise au Havre le colloque Armand Salacrou et les Voies du Théâtre contemporain. Il publie aussi divers travaux sur l’écriture théâtrale et, notamment, sur l’œuvre de Michel Vinaver. En 1988, il crée, au Havre, Le Festival Terres d’auteurs qui connaîtra 27 éditions. Il reçoit, en 1995, l’Aide à la création pour sa pièce Couleur de Cerne et de lilas. Boursier du Centre National des Lettres, Yoland Simon est aussi Chevalier des Arts et des lettres. Un fonds est consacré à son œuvre à la bibliothèque Armand Salacrou du Havre. Il vit actuellement au Havre.

## Œuvres
- Un désordre ordinaire (2001) : Isabelle termine en 1974 ses études de lettres à la Sorbonne. Puis elle se jette à corps perdu dans son métier : elle croit à l'enseignement et à la pédagogie[3],[4]. Sa mission : transmettre un savoir. Mais la réalité ne correspond pas à ses rêves... L'ironie primesautière des débuts s'efface pour ensuite laisser place à une certaine gravité.
- Fichue Météo (2003) : Dans ces proses l’auteur évoque mille et un aspects de nos univers familiers. « Donner de l’importance aux petits riens – qui peuvent être des gens, des événements, des animaux, des souvenirs ou des paysages – est une grâce qui est chichement distribuée aux écrivains. L’auteur de Fichue Météo en a reçu plus que sa part. » (Philippe Meyer)
- Flora (2003) : L'auteur met ici en scène une des personnalités les plus fascinantes du XIXe siècle : Flora Tristan, figure exemplaire du féminisme, défendant énergiquement les étrangers et les exclus. Elle est aussi une des grandes militantes de la cause ouvrière et s'est attachée à dénoncer l'horrible condition du prolétariat de son époque. Yoland Simon montre également un être mû par de très hautes aspirations, recherchant un amour presque mystique et victime, dans sa chair même, des brutalités de son mari, le graveur Chazal.

### Liste non exhaustive
- Auguste président (théâtre, L'Écharde, 1981) ;
- Le Pourvoyeur (théâtre, Encrage, 1981) ;
- Paroles de la mer (théâtre, FHOL, 1985) ;
- Territoires du temps (Encrage, 1985) ;
- Chute libre (théâtre, Actes Sud, prix Radio France, 1986) ;
- Cartes postales (Encrage, 1986) ;
- Le Système des oppositions et le Jeu des conflits dans « La Demande d'emploi » de Michel Vinaver (étude, IUT du Havre, 1987) ;
- Chroniques villageoises (théâtre, deux pièces, Je l'avais de si près tenu et Imprécations, L'Avant-Scène, 1988) ;
- Le 21e Choix, Pièce interactive (théâtre, Compagnie de la Manicle, 1989) ;
- Chroniques nostalgiques (Corps Puce, 1989) ;
- Dieu que la philosophie serait jolie s'il n'y avait les révolutions ! (Linea, 1989) ;
- Le Bonheur à Yport (livre-hommage, Linea, 1989) ;
- Armand Salacrou ou les Voies du théâtre contemporain, actes du colloque international tenu au Havre les 30 novembre et 1er décembre 1985 (Colloque, Corps Puce, 1990) ;
- Hier chantaient les lendemains (Éditions L'Harmattan, Prix Levarey Levesque, 1991) ;
- Au théâtre comme au théâtre (théâtre, Quatre-Vents, 1992) ;
- Le Théâtre au collège (manuel, Nathan, 1993) ;
- Et si on arrêtait la mer ? (nouvelles, Éditions L'Harmattan, 1994) ;
- Au théâtre comme au théâtre (théâtre, rééditions, L'Avant-Scène, 1996 et 2002) ;
- Tout un drame ! ou la Grande Querelle (théâtre, Quatre-Vents, 1997) ;
- Contes et Légendes de Normandie, illustrations d'Hugues Micol, Nathan, 1998[5] ;
- Un désordre ordinaire (roman, Mercure de France, 2001)[3],[4];
- Nouvelles du Havre (recueil, avec notamment Philippe Huet et Dominique Delahaye, Éditions des Falaises, 2002) ;
- Fichue Météo (nouvelles, HB Éditions, Prix Jean Follain, 2003) ;
- Flora (théâtre, Éditions L'Harmattan, 2003) ;
- Jef Friboulet (livre-hommage, Éditions des Falaises, 2004) ;
- Nouvelles de Rouen (recueil, avec notamment Philippe Delerm, Éditions des Falaises, 2004) ;
- Chute libre (théâtre, réédition, Éditions L'Harmattan, 2005).
- Le Roman du Havre (Éditions des falaises, 2011)
- Dialogues fondamentaux. L’Œil du Prince. 2010. Prix des théâtres de verdure 2011.
- Récits de Normandie. Editions de l’Aiguille. 2012.
- Page à page. Chroniques littéraires. Editions de l’Aiguille. 2013.
- Du théâtre et des souvenirs. Nouvelles. L’Harmattan. 2015.
- Œuvres poétiques. Éditions du Chameau. 2015
- Dialogues énigmatiques : en huit saynètes. L’Harmattan. 2021.